# Suzano
Suzano, amtlich portugiesisch Município de Suzano, ist eine Gemeinde im brasilianischen Bundesstaat São Paulo. Sie ist Teil der Metropolregion São Paulo und hat als Großstadt zahlreiche angesiedelte Industrieunternehmen. Die Bevölkerung wurde zum 1. Juli 2021 auf 303.397 Einwohner geschätzt, die Suzanenser genannt werden und auf einer Gemeindefläche von rund 206,2 km² leben.

## Geographie
Angrenzende Gemeinden sind Ferraz de Vasconcelos, Poá, Itaquaquecetuba, Mogi das Cruzes, Ribeirão Pires, Rio Grande da Serra und Santo André.

### Vegetation
Das Biom ist Mata Atlântica.

### Hydrografie
Die Gemeinde liegt am Oberlauf des Rio Tietê.

## Geschichte
Die Geschichte der Stadt Suzano lässt sich auf das Jahr 1690, in dem der Jesuitenpater Francisco Baruel in die Region kam, um seiner Aufgabe der Missionierung von Indios nachzukommen, zurückführen. Dieser besagte Pater ließ kurz darauf eine kleine Kapelle erbauen, um die sich, mit den Jahren, eine kleine Ansiedlung entwickelte.
Es sollte noch weitere 195 Jahre dauern, bis die Kapelle zu einer Kirche erhoben wurde. Im Jahre 1895 kam es, aufgrund eines Unwetters, zu der vollständigen Zerstörung der Kirche. Erst mit Ankunft der Familie Bianchi, einer alt-italienischen Adelsfamilie, die sich zur Stiftung des Kirchenneubaus entschied, kam es zu ihrem Wiederaufbau. Die Familie, mit dem Familienoberhaupt Roberto Bianchi und seiner Gattin Ernestina Maria de Jesus Bianchi, aus alter Familie stammend, trug zum Erhalt der Ortschaft bei, da sie durch ihr Gut für regen Handel sorgte und somit ein Gleichgewicht zu der sich in der Nachbarschaft entwickelnden Stadt Suzano schaffen konnte.
Die Entwicklung, beziehungsweise Gründung, der heutigen Stadt Suzano lässt sich auf Marques Antonio Figueira zurückführen, der seit dem Jahr 1879 als Leiter des Ausbaus der kaiserlichen „Estrada de Ferro“ beauftragt war. Gerade dies war der Umstand, weswegen Marques Antonio Figueira in die Region der heutigen Stadt kam. Recht schnell entschied er sich zum Bau seiner Villa, dem späteren „Casãrao Figueira“. In diese zog er mit seiner, aus alt-kolonialistischer Familie (aus Jacareí) stammenden, Ehefrau Maria de Siqueira, der späteren Marquesa Maria Figueira, im Jahre 1886. Seinen Bruder Marques Thomé Figueira nahm er auf seiner Rückreise aus Portugal mit in die Region; beide mit der Vision der Gründung einer Stadt. Beide entschlossen sich zusammen mit dem Conde Romariz, im Jahre 1890, die Stadtpläne ausfertigen zu lassen. Die Entscheidung für den Namen der neuen Stadt fiel auf „Vila da Concórdia“, später in „Vila da Piedade“ abgeändert. Im Jahre 1896 wurde die Stadtkirche, gestiftet als Familienkirche von Marques Antonio Figueira, auf den Heiligen Sebastian, der gleichfalls als Stadtpatron ausgerufen wurde, geweiht.
Die Familie Figueira sorgte für den Bau von Straßen und öffentlichen Gebäuden, um die Anziehungskraft der Stadt zu erhöhen. Nicht allein den Figueiras, sondern der gemeinsamen Zusammenarbeit der Familien Figueira und Bianchi ist der Erfolg der Entwicklung hin zur Stadt zu verdanken. Die beiden Familien, die nicht viel später durch die Ehe des ältesten Sohnes Felicio Bianchi und der Maria Marquesa Figueira verbunden waren, führten die Geschicke der Stadt bis in die 1930er Jahre, in denen es zum Wandel kam und die städtische Bevölkerung mehr und mehr an Einfluss gewann und für die Unabhängigkeit der Stadt von Mogi das Cruzes eintrat. Doch sei angemerkt, das der Versuch der Abnabelung von der Familie Figueira bereits mit der Umbenennung der Stadt in „Suzano“ am 11. Dezember 1908 erfolgte. Den Höhepunkt der Abnabelung bildete die erzwungene Schenkung der Stadt- und Familienkirche der Figueiras an die katholische Kirche im Jahre 1936. Die Kirche selbst wurde im Jahre 1956 vollständig abgerissen, um Platz für ein größeres Gotteshaus zu schaffen. Einzig die Kirchenbänke überlebten und sind noch heute in der von den Bianchis gestifteten Kirche zu finden.
Die städtische Bürgerschaft erreichte die Unabhängigkeit der Stadt am 2. April 1949.

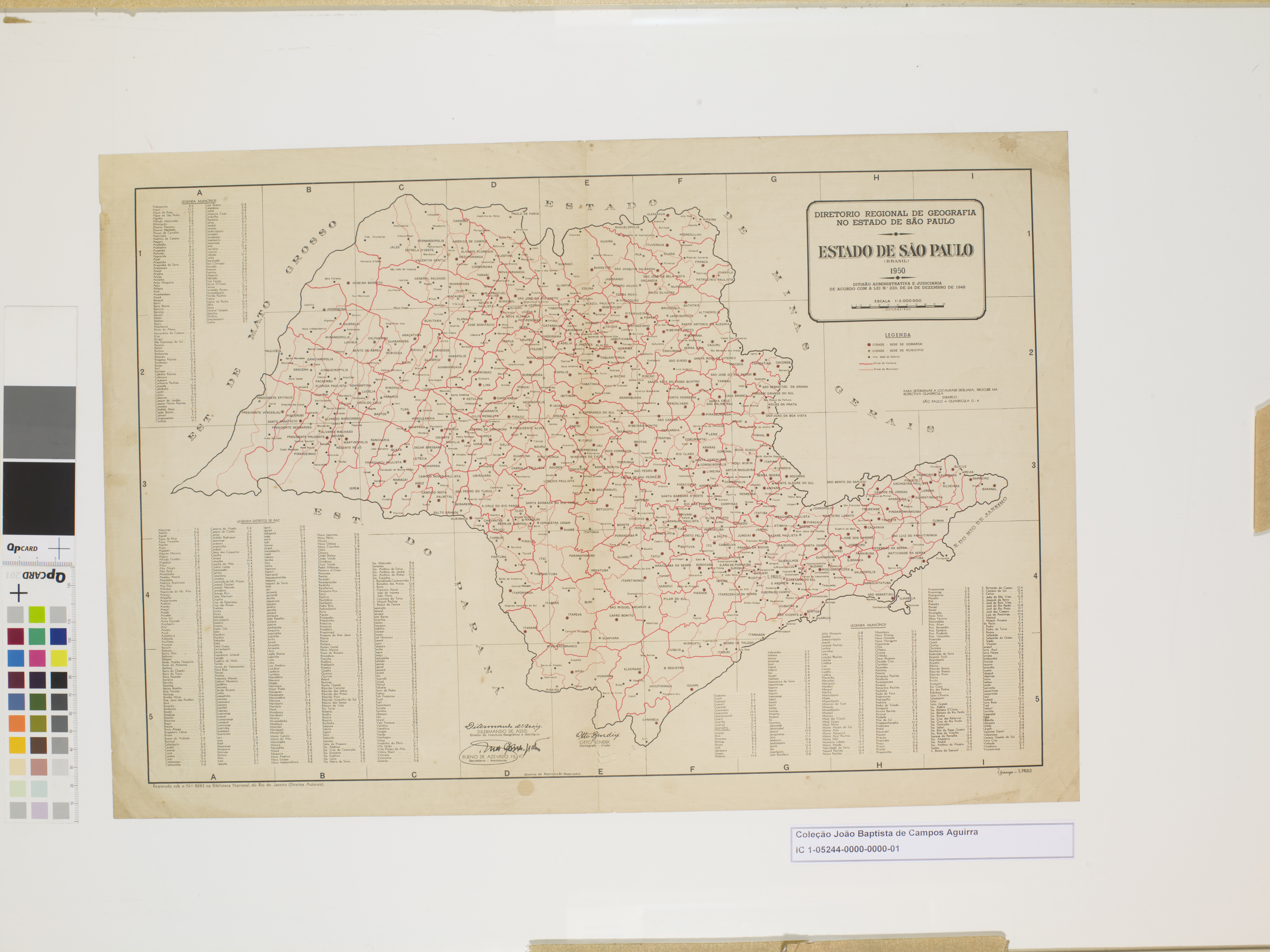
Karte des Bundesstaates São Paulo (1948).

An diesem Tag kam es zum Startschuss für die rasche Industrieansiedlung, unter anderem des Pharma- und Chemiekonzerns Hoechst ab den 1970er Jahren (heute von Clariant geführt), Suzano Papel e Celulose, Nadir Figueiredo, Orsa, (heute International Paper), Nalco do Brasil, Cerâmica Gyotoku, Tsuzuki, CBD Mecânica Industrial, Komatsu und Formica.

### Massaker von Suzano
International in die Schlagzeilen geriet Suzano, als am 13. März 2019 bei einem Amoklauf an der Escola Estadual Professor Raul Brasil – einschließlich der beiden Täter – 10 Menschen starben und mindestens 16 weitere Personen verletzt wurden.

## Demografie

### Bevölkerungsentwicklung
| Jahr | Einwohner | Stadt   | Land   |
| --- | --------- | ------- | ------ |
| 1950 | 11.157    | 5.369   | 5.788  |
| 1960 | 26.332    | 11.935  | 14.397 |
| 1970 | 55.460    | 33.788  | 21.672 |
| 1980 | 101.056   | 95.152  | 5.904  |
| 1991 | 158.839   | 152.003 | 6.836  |
| 2000 | 228.690   | 221.423 | 7.267  |
| 2010 | 262.568   | 253.328 | 9.240  |
| 2021 | 303.397   | ?       | ?      |
| Hier fehlt eine Grafik, die leider im Moment aus technischen Gründen nicht angezeigt werden kann. Wir arbeiten daran! |           |         |        |

Quelle: IBGE (2011)

## Bilder

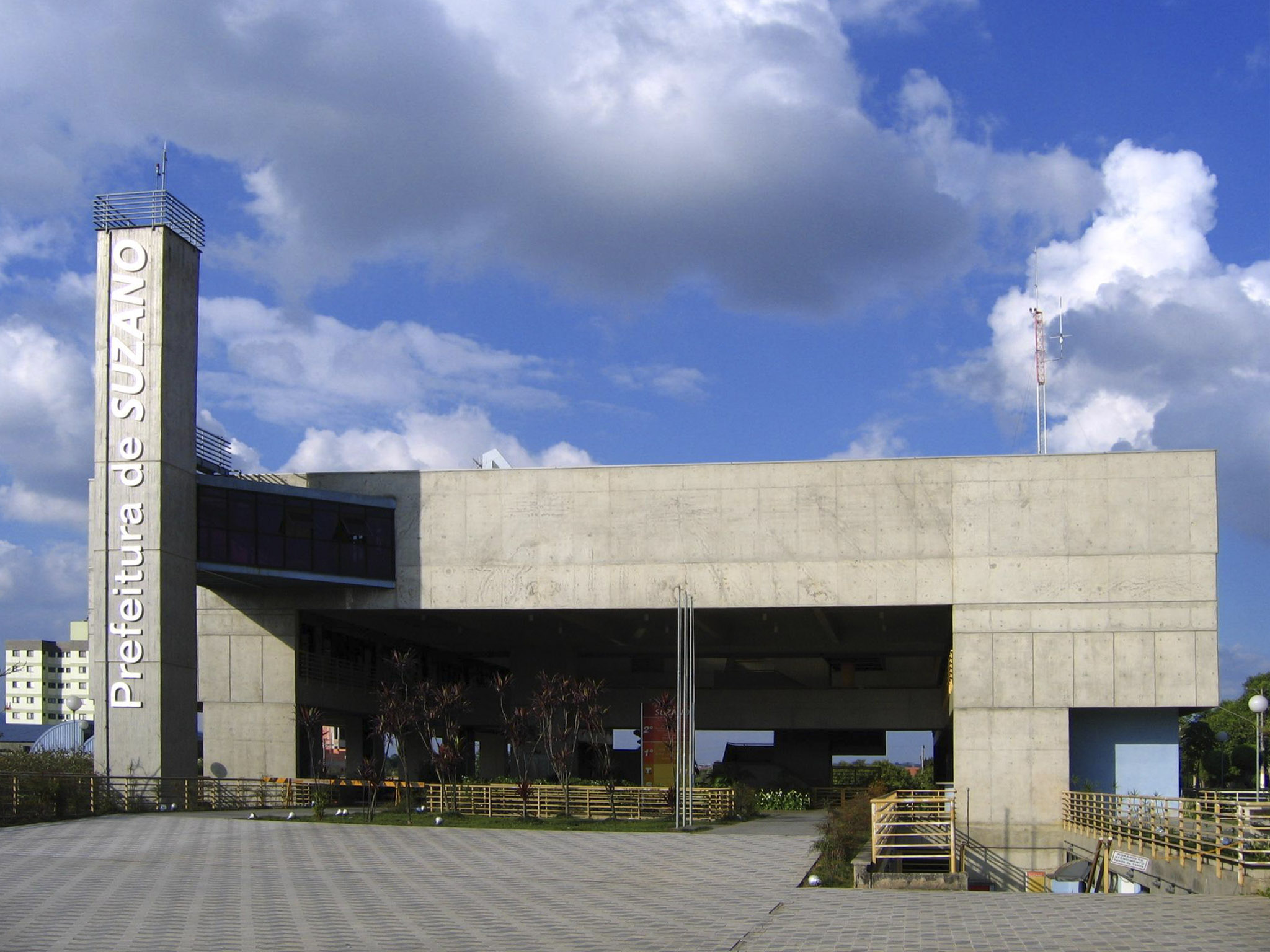
Sitz der Stadtpräfektur

## Medien
- Zeitung: Diário de Suzano[7]

## Sohne und Töchter der Gemeinde
- Leandro Guilheiro (* 1983), Judoka
- Vitória Yaya (* 2002), Fußballspielerin

## Städtepartnerschaft
- Komatsu, Japan
- Lauderhill, Vereinigte Staaten von Amerika